# الألعاب الأولمبية الشتوية 2006
ألعاب أولمبية شتوية 2006 هي الدورة العشرون لمسابقات الألعاب الأولمبية الشتوية التي أقيمت في مدينة تورينو الإيطالية. أنطلقت الدورة في 10 فبراير 2006 وأستمرت إلى يوم 26 فبراير 2006 وتسابق في 15 لعبة رياضية من الألعاب الشتوية 2633 رياضيا من 85 دولة من بينهم دولتان عربيتان هما لبنان والجزائر للحصول على 84 ميدالية ذهبية. واعتبرت تورينو ثاني مدينة إيطالية تستضيف الألعاب الأولمبية الشتوية بعد مدينة كورتينا دامبيزو Cortina d'Ampezzo الإيطالية التي قامت بأستضافتها في شتاء عام 1956.
بدأت مراسيم الاحتفال في الساعة 8 مساءً بتوقيت وسط أوروبا في المدرَّج الأولمبيّ (Stadio Olimpico) في تورينو في 10 فبراير 2006 وحضر مراسيم الاحتفال 35,000 شخص وقامت 32 محطة تلفزيونية بنقله مباشرة إلى أكثر من مليارَي متفرج في العالم وأعلن الرئيس الإيطالي كارلو شامبي افتتاح الدورة وكانت الممثلة الإيطالية صوفيا لورين والأمريكية سوزان سارندون والروائية التشيلية إيزابيل الليندي من الثماني نساء الشهيرات اللاتي رفعن العلم الأوليمبي وانتهى الحفل بوصلة من الغناء الأوبرالي قدمها مغنى الأوبرا الشهير بافاروتي ثم بعرض للألعاب النارية.
تم اختيار مدينة تورينو لأستضافة الألعاب الأولمبية الشتوية لسنة 2006 بعد منافسة شديدة مع مدينة سيون Sion السويسرية وشارك أكثر من 20,000 متطوع في المساهمة لأعداد وتجهيز المستلزمات الضرورية لأنجاح الألعاب الأولمبية في دورتها العشرين في تورينو. تم صرف 1.7 مليار يورو لأعداد الملاعب والقرية الأولمبية والبنى الأساسيّة الضرورية لإنشاء خط مترو جديد وتوفير الحماية الأمنية أثناء المسابقات.

## الألعاب الشتوية المتنافَس عليها
- التزلج على المنحدرات الجليدية Alpine skiing
- التزلج للمسافات الطويلة Cross country skiing
- التزلج السريع للمسافات القصيرة Short track speed skating
- هوكي الجليد
- التزلج الفني على الجليد Figure skating
- التزلج الفني الحر على الجليد Freestyle skiing
- سباق الزلاجات الظهرية Luge
- Snowboarding
- القفز على الثلج Ski jumping
- سباق الزلاجات الصدرية Skeleton
- ثنائية القفز والتزلج لمسافات بعيدة Nordic combined
- الكورلنغ Curling
- الزلاجة الجماعية Bobsled
- ثنائية الرماية والتزلج للمسافات البعيدة Biathlon

### الدول المشاركة
| - ألبانيا (1) - الجزائر (2) - أندورا (3) - الأرجنتين (9) - أرمينيا (5) - أستراليا (40) - النمسا (85) - أذربيجان (2) - بيلاروس (28) - بلجيكا (4) - برمودا (1) - البوسنة والهرسك (6) - البرازيل (10) - بلغاريا (21) - كندا (196) - تشيلي (9) - الصين (78) - كوستاريكا (1) - كرواتيا (24) - قبرص (1) | - جمهورية التشيك (85) - الدنمارك (5) - إستونيا (26) - إثيوبيا (1) - فنلندا (102) - فرنسا (89) - مقدونيا (3) - جورجيا (3) - ألمانيا (164) - بريطانيا العظمى (40) - اليونان (5) - هونغ كونغ (1) - المجر (20) - آيسلندا (5) - الهند (4) - إيران (2) - جزيرة أيرلندا (4) - إسرائيل (5) - إيطاليا (184) - اليابان (112) | - كازاخستان (56) - كينيا (1) - كوريا الشمالية (6) - كوريا الجنوبية (40) - قيرغيزستان (1) - لاتفيا (58) - لبنان (3) - ليختنشتاين (6) - ليتوانيا (7) - لوكسمبورغ (1) - مدغشقر (1) - مولدوفا (6) - موناكو (4) - منغوليا (2) - نيبال (1) - هولندا (35) - نيوزيلندا (18) - النرويج (81) - بولندا (48) - البرتغال (1) | - رومانيا (25) - روسيا (178) - سان مارينو (1) - السنغال (1) - صربيا والجبل الأسود (6) - سلوفاكيا (62) - سلوفينيا (42) - جنوب إفريقيا (3) - إسبانيا (16) - السويد (112) - سويسرا (143) - تايبيه الصينية (1) - طاجيكستان (1) - تايلاند (1) - تركيا (6) - أوكرانيا (53) - الولايات المتحدة (211) - جزر العذراء (1) - أوزبكستان (4) - فنزويلا (1) |

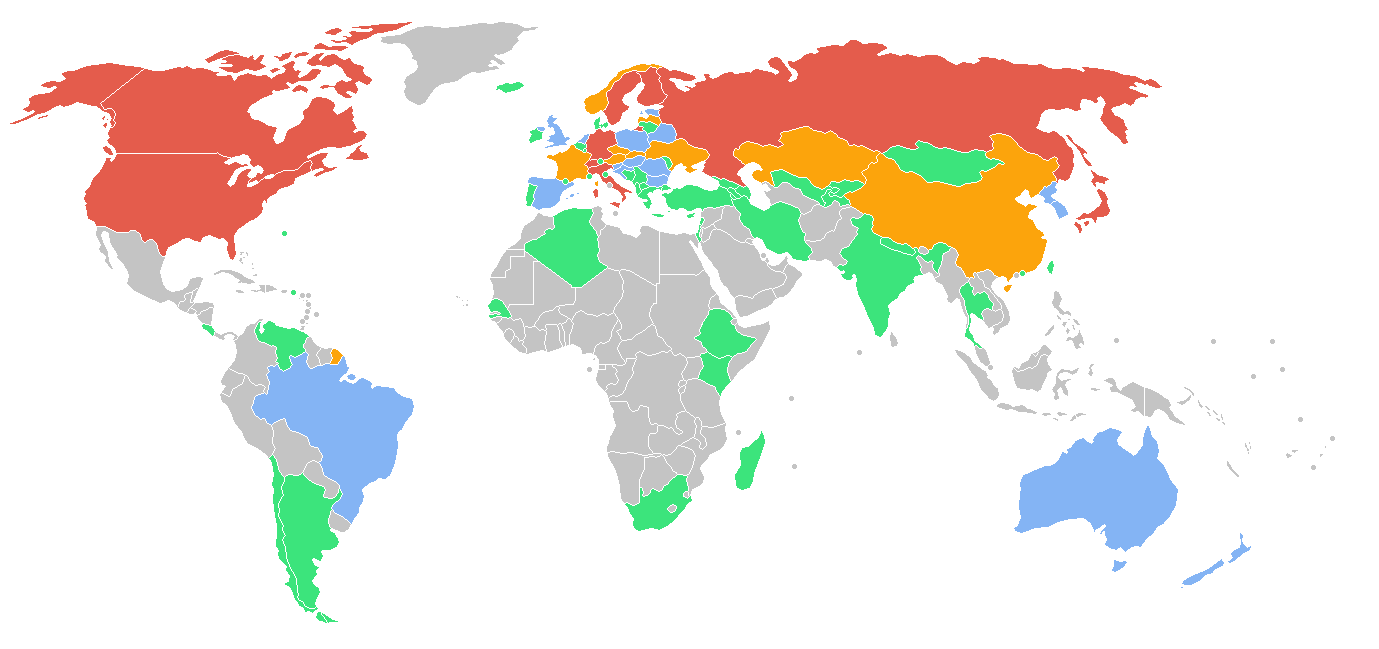
Participating NOCs. Green: 1-10; blue: 10-49; orange: 50-99; red: 100 or more.

Despite the overall increase of NOCs and number of athletes, the following NOCs which competed at the previous Winter Games did not participate in Turin:
- الكاميرون
- فيجي
- غوام
- هندوراس
- جامايكا
- المكسيك
- بورتوريكو
- سريلانكا
- إسواتيني
- ترينيداد وتوباغو

## جدول الدول الفائزة بالميداليات
| ميداليات الألعاب الأولمبية الشتوية 2006 |                            |       |      |         |       |
| الترتيب                                 | الدولة                     | ذهبية | فضية | برونزية | مجموع |
| 1                                       | ألمانيا                    | 11    | 12   | 6       | 29    |
| 2                                       | الولايات المتحدة الأمريكية | 9     | 9    | 7       | 25    |
| 3                                       | النمسا                     | 9     | 7    | 7       | 23    |
| 4                                       | الاتحاد الروسي             | 8     | 6    | 8       | 22    |
| 5                                       | كندا                       | 7     | 10   | 7       | 24    |
| 6                                       | السويد                     | 7     | 2    | 5       | 14    |
| 7                                       | جمهورية كوريا              | 6     | 3    | 2       | 11    |
| 8                                       | سويسرا                     | 5     | 4    | 5       | 14    |
| 9                                       | إيطاليا                    | 5     | 0    | 6       | 11    |
| 10                                      | فرنسا                      | 3     | 2    | 4       | 9     |
| 10                                      | هولندا                     | 3     | 2    | 4       | 9     |
| 11                                      | إستونيا                    | 3     | 0    | 0       | 3     |
| 12                                      | النرويج                    | 2     | 8    | 9       | 19    |
| 13                                      | الصين                      | 2     | 4    | 5       | 11    |
| 14                                      | الجمهورية التشيكية         | 1     | 2    | 1       | 4     |
| 15                                      | كرواتيا                    | 1     | 2    | 0       | 3     |
| 14                                      | أستراليا                   | 1     | 0    | 1       | 2     |
|                                         | المجموع                    | 77    | 73   | 83      | 233   |

## روابط خارجية
- الألعاب الأولمبية الشتوية 2006 على موقع ميتاكريتيك (الإنجليزية)
- الألعاب الأولمبية الشتوية 2006 على موقع الموسوعة البريطانية (الإنجليزية)